# Liessies
 Liessies  es una población y comuna francesa, en la región de Norte-Paso de Calais, departamento de Norte, en el distrito de Avesnes-sur-Helpe y cantón de Solre-le-Château.

## Demografía
| 661 | 638 | 597 | 513 | 531 | 501 |
| Para los censos de 1962 a 1999 la población legal corresponde a la población sin duplicidades (Fuente: INSEE [Consultar]) |     |     |     |     |     |